# Les Goûts et les Couleurs (película de 2018)
Las Goûts et les Couleurs, estrenada también en inglés como To Each, Her Own, es una película francesa dirigida por Myriam Aziza en 2018 que trata con humor el orientación sexual, la religión y la familia.

## Argumento
Aunque vive Claire su pareja del mismo sexo desde hace tres años, Simone aún no ha salido del armario. Entre su madre asquenazita quien se da de bofetadas por un sí o un no, su padre, sefardí tradicionalista siempre al borde de la crisis cardíaca, su hermano mayor David, que quiere encajar con el primo de su futura esposa o el su otro hermano Nathaniel, emparejado con Kevin a quien la familia nunca ha aceptado, Simone tiene problemas para vivir a la luz del día.
Así, cuando sucumbió a las habilidades culinarias de Wali, el bello cocinero de origen senegalés, es la última gota de agua que hace desbordar al vaso. Atrapada entre Claire, Wali y su familia, Simone tendrá que revisar sus elecciones.

## Ficha técnica
- Dirección: Myriam Aziza
- Guion: Myriam Aziza, Denyse Rodriguez Tomé
- Producción: Netflix - Incognita Films
- Productor ejecutivo: Édouard De Vésinne
- Imagen: Benoît Chamaillard
- Sonido: Frédéric de Ravignan, Anne Gibourg, Olivier Walczak
- Música: Martin Rappeneau
- Montaje: Vincent Zuffranieri
- Decorados: Denis Mercier
- Vestuario: Marie-Laure Lasson
- Casting: Annette Trumel
- Asistente del director: Samuel Girardin

## Reparto
- Sarah Stern: Simone Benloulou
- Jean-Christophe Folly: Wali
- Julia Piaton: Claire
- Catherine Jacob: Navidad Benloulou
- Richard Berry: Norbert Benloulou
- Arié Elmaleh: David Benloulou
- Clémentine Poidatz: Géraldine
- Stéphane Debac: Éric Taïeb
- David Houri: Nathaniel Benloulou
- Lionel Lingelser: Kevin
- Marina Tomé: Joss
- Sophie Mounicot: Sylvie Lopez
- Keren Marciano: Keren